# Picardiella hebes
Picardiella hebes är en stekelart som först beskrevs av Tosquinet 1896.  Picardiella hebes ingår i släktet Picardiella och familjen brokparasitsteklar. Inga underarter finns listade i Catalogue of Life.